# Sihawu Dlamini
Sihawu Dlamini (ur. 12 czerwca 1985) – suazyjski piłkarz występujący na pozycji obrońcy.

## Kariera klubowa
Seniorską karierę rozpoczynał w 2007 roku w klubie Royal Leopards FC, w którym grał do 2013 roku.

## Kariera reprezentacyjna
W latach 2008–2011 w reprezentacji Eswatini rozegrał 18 spotkań.